# Ray Society
Die Ray Society ist eine britische Gesellschaft zur Veröffentlichung von Büchern über Zoologie, Botanik, Biologie-Geschichte und Paläontologie, speziell zur Systematik. Sie wurde durch George Johnston (1797–1855) 1844 gegründet und ist zu Ehren des Biologen John Ray benannt.
Ein besonderer Schwerpunkt der Publikationen ist die Flora und Fauna von Großbritannien, in der Anfangszeit aber auch viele Übersetzungen besonders aus dem Deutschen. Bis 2014 wurden 176 Bücher veröffentlicht. Nr. 176 ist eine englische Übersetzung der Methodus Plantarum Nova von John Ray und etwas wurden auch andere historische Werke herausgegeben, darunter botanische Werke von Carl von Linné, Werke von William Turner, Gilbert White, Marcello Malpighi und Robert Brown.
Zu den bekanntesten Autoren gehören Charles Darwin (Monographie über Rankenfußkrebse), Louis Agassiz und Thomas Henry Huxley. Weitere Autoren waren Joshua Alder, William Baird, John Blackwall, Francis Balfour-Browne, George Parker Bidder (ehem. Honorary Vice President), George Albert Boulenger, James Scott Bowerbank, Geoffrey Allan Boxshall (* 1950), George Stewardson Brady, William Syer Bristowe,  William Buckler, Hermann Burmeister, William Thomas Calman (Sekretär der Gesellschaft 1919 bis 1946), Peter Cameron, William Benjamin Carpenter, Richard William George Dennis, James Cash, John William Douglas, Edward Forbes, Vera Fretter (1905–1992), Alastair Graham, Albert Günther, Robert Gurney, Albany Hancock, Wilhelm Hofmeister, John Hopkinson (1844–1919),   Thomas Rupert Jones, Zbigniew Kabata (1924–2014), Frederick James Killington, Edwin Lankester, George Hazelwood Locket, Sievert Lorenzen,  John Lubbock, 1. Baron Avebury, William Carmichael McIntosh, Robert McLachlan, Franz Julius Ferdinand Meyen, Albert Davidson Michael, Alfred Frank Millidge,  Robert Newstead, Christian Ludwig Nitzsch,  Lorenz Oken, William Kitchen Parker, Charles David Soar, William Thomas Stearn, Japetus Steenstrup, Thomas Alan Stephenson, Hugh Edwin Strickland (Mitgründer), Thomas Everett Thompson,  William Bertram Turrill, William West und George Stephen West, William Crawford Williamson, William Williamson und Frederick Everard Zeuner.
Die Mitgliederanzahl schwankte stark, von 868 Mitgliedern 1847 bis 171 im Jahr 1941. In den 1990er Jahren hatte sie rund 400 Mitglieder, die die Werke zu Vorzugspreisen erhalten. Die Druckkosten der aufwändigen Werke wurden häufig durch Stifter aufgebracht, häufig der Royal Society, aber auch zum Beispiel vom Carnegie Trust, ICI oder Ciba-Geigy. Die Treffen fanden im 19. Jahrhundert häufig in der Linnean Society of London statt, später am Natural History Museum.